# Umrüstung
Umrüstung sind in der Technik oder im Arbeits- und Produktionsprozess Tätigkeiten, vorhandene Betriebsmittel eines Arbeitssystems für einen anderen Arbeitsvorgang einzurichten, sie beispielsweise mit den notwendigen Werkzeugen zu bestücken sowie die Tätigkeiten, das Betriebsmittel wieder in den vorherigen Status zurückzuversetzen.

## Allgemeines
Als Arbeitssysteme kommen vor allem technische Anlagen, Fertigungsstraßen, Fertigungsstufen, Fließbänder, Losgrößen, Maschinen oder Produktionsanlagen in Betracht. Sie alle sind auf ein bestimmtes Fertigungsverfahren eingestellt. Soll es geändert werden, ist ihre Umrüstung erforderlich. Die Umrüstung gehört im Arbeitsstudium zum Rüsten, das als Arbeitsvorbereitung eines Arbeitssystems für die Erfüllung einer Arbeitsaufgabe aufgefasst wird. Umrüstbarkeit ist dementsprechend die operative Fähigkeit etwa einer Maschine, sich mit minimalem Aufwand an neue Arbeitsaufgaben auf der Ebene der Arbeitsstation anzupassen. Operativ ist Umrüsten das Abrüsten des Vorauftrags und das anschließende Aufrüsten des Nachfolgeauftrages.

## Vorkommen
Besonders in der Auftragsfertigung und Einzelfertigung ist eine Umrüstung wegen der individuellen Kundenaufträge und Bestellungen von Bedeutung. Aber auch in der Massen-, Serien- und Sortenfertigung kommt es zu Umrüstungen, wenn temporär beispielsweise ein anderer Fahrzeugtyp auf derselben Produktionsanlage hergestellt werden soll. 

## Wirtschaftliche Aspekte
Umrüstungen erfordern technische Einrichtungen, die eine hinreichende multiple Funktionalität besitzen wie Multifunktionsgeräte oder Multifunktionswerkzeuge. Auch die an ihnen eingesetzten Arbeitskräfte müssen durch Schulung auf unterschiedliche Arbeitsvorgänge vorbereitet sein.
Die Umrüstung gehört im Arbeitsstudium zur Rüstzeit. Umrüstungen lösen Rüstkosten aus, eine Kostenart, die durch die Umrüstung der Produktionsanlagen entsteht wie z. B. die Personalkosten der Rüstmannschaft, die Kosten für entsprechende Werkzeuge und Vorrichtungen, Reinigungskosten oder Opportunitätskosten für entgangene Gewinne (beim umrüstungsbedingten Produktionsausfall).

## Sonstiges
Die Umrüstung erfasst allgemeinsprachlich auch Fahrzeuge (Kraftfahrzeuge, Flugzeuge, Schiffe), wenn diese einen anderen Antrieb und/oder eine andere Funktion erhalten sollen.